# 群緑の時雨
『群緑の時雨』（ぐんりょくのじう）は、柳沼行による日本の漫画。『コミックフラッパー』（メディアファクトリー）にて、2010年10月号より2013年3月号まで連載。全4巻。江戸時代初期を舞台とした時代漫画である。

## あらすじ
時は江戸時代初期、時の将軍により天下は定まったものの、地方では小国同士の勢力争いが未だ続いている状態にあった。
その小国の中の一国・士々国（ししこく）の武家で育つ少年・中谷霖太郎は、去年の戦で父・霧四郎を亡くしており、病弱な母と中谷家に仕える老人・源吉と共に暮らしていた。彼は霧四郎の死因である「背中を斬られた傷が原因で死んだ」という事実と、それに伴って流れた「背中を斬られて死んだのは（霧四郎が）みっともなく敵前逃亡したためだ」という、当時の武士にとっては不名誉な噂により、他の武家の子供達から「退散侍の霖太郎」と呼ばれ、からかいや蔑みの目で見られていた。
悔しさをばねに独り鍛錬に励む霖太郎であったが、やがて志木府介と出会い、親友となる。また一方で、士々国家老の娘でお転婆なお姫様・差床伊都が霖太郎達にちょっかいを出し始める。霖太郎はこの2人と共に肝試しや浪人の尾行などを行いながら、日常を歩んでいく。

## 登場人物

### 中谷家
中谷 霖太郎（なかたに りんたろう）
主人公。10を超えたばかりの真面目な少年。武家である中谷家の息子であるが、4つの時に親戚をたらい回しにされた末に中谷家に養子として入った過去があり、両親である中谷霧四郎夫妻とは血の繋がりはない。しかしながら、両親や中谷家に仕える源吉からは深い愛情を注がれて育ち、霖太郎自身もそのことについて感謝している。しかし、去年の春の戦により霧四郎が戦死し、その死因が背中に受けた斬り傷であったため、「死んだのは敵前逃亡の末に背中から斬られたのが原因」という噂が流れ始めることになり、霖太郎は武士の子供達から「退散侍」と馬鹿にされ、いじめられるようになる。そのために思い悩むこともしばしばだが、武家の誇りを忘れまいと、親友の府介と共に剣の鍛錬に励む日々を送る。なお鍛錬の際には山奥の神社をよく利用している。山奥の寺子屋・青風塾（せいふうじゅく）に通っており、読み書きや剣術などを学んでいる。寺子屋に通う子供の中では最年長。以前は玄武館（げんぶかん）というところに通っていた。
中谷 霧四郎（なかたに きりしろう）
霖太郎の父。中谷家先代で故人。妻と共に霖太郎を養子に迎え、本当の息子のように深い愛情を注ぐ。武功こそなかったものの、その人柄は「国や家族のためにまっすぐ真面目に生きた男であった」と霖太郎より回想されている。去年の春の戦で戦死し、その死因がもとで不名誉な噂が流れ始め、それが霖太郎を苦しめることになる。
霧四郎の妻
霧四郎の妻で、霖太郎の母。病弱で子供を産めない体であるが、養子に迎えた霖太郎を本当の息子のように深い愛情を注いで育ててきた。霧四郎のことで思い悩む霖太郎に対し、己の誇りを忘れずに生きて欲しいと諭す。
源吉（げんきち）
中谷家に先々代より3代にわたって仕えてきた老人。霖太郎からは「源爺（げんじい）」と呼ばれている。頑固で口やかましい性格で、霖太郎に対してよく説教をするものの、それは中谷家の現状を憂い、また霖太郎の将来を思ってのことである。霧四郎の妻が病に伏せてからは、彼が中谷家の身の回りの世話を行っている。

### 士々国の人々
志木 府介（しき ふすけ）
霖太郎と年の近い少年。父母を亡くし、遠くの村より母方の遠い親戚である志木家の養子となるべくやって来た。書物を好み、博識で礼儀正しい性格である。霖太郎とは似たような境遇であるためか意気投合し、親友となる。霖太郎と共に青風塾に通い、読み書きを習うなどしている。
差床 伊都（さしゆか いと）
士々国の家老・差床 繁正（さしゆか しげまさ）の8番目の息女。霖太郎とは同い年。非常にお転婆な性格で、竹刀を持って城下に現れては、様々な人々に剣の試合を申し込んでいる。少女ながら剣は強く、負け知らずであり、霖太郎や府介にも勝利している。様々な色の髪留めの紐を持っており、勝つ度に勝利の証として髪に付けている。また、府介と将来剣の試合を行うと約束した際には髪留めの紐を約束の証として渡している。耳聡い性格で、青風塾に霖太郎や府介がやってきた時にはいち早く訪れ、勝負を申し込んでいる。また肝試しに挑む霖太郎と府介の後を付いてきたり、浪人の尾行に誘ったりと、何かと2人にちょっかいを出している。いつか海を見たいと思っているが、伊都の兄・繁晴（しげはる）が海で戦死していることもあって、父に反対されている。青風塾にもよく顔を出しており、後には通うことにもなるが、剣術以外には興味が無いため、勉強の時は寝てばかりいる。
風庵（ふうあん）
山奥にある寺「青風寺」の住職。寺では寺子屋「青風塾」を開いており、霖太郎を始め子供達に読み書きや剣術を教えている。穏やかな老人で、子供達を温かく見守っている。霖太郎の話によれば、出家する前はどこかの名家の武士であったらしい。
鴨居 勘解由（かもい かげゆ）
山奥の神社をねぐらにしている浪人。飄々とした性格。15の時に初陣を迎えて以来、様々な戦を転々としてきた。戦で右目と肩をやられており、そのため右目に包帯を巻いている。式桜国の武将を知っていたりと、謎の多い人間。

## 用語
士々国（ししこく）
地方の小国。領内には獅子山（ししざん）などの霊峰があり、山向こうを挟んで式桜国（しきさこく）と戦火を交えて睨み合う状態にある。
中谷家（なかたにけ）
霖太郎が養子として迎えられた武家。先々代より仕える源吉によれば中谷家は藤原氏の流れを汲む名門の出であったというが、代を重ねるごとに禄や所有する土地は減り、現在は遠戚の援助でどうにか暮らしている状況である。

## 書誌情報
- 柳沼行『群緑の時雨』 KADOKAWA〈MFコミックスフラッパーシリーズ〉、全4巻
  1. 2011年3月24日発売 ISBN 978-4-8401-3779-9
  2. 2011年11月22日発売 ISBN 978-4-8401-4067-6
  3. 2012年9月21日発売 ISBN 978-4-8401-4728-6
  4. 2013年3月23日発売 ISBN 978-4-8401-5034-7